# 豪爾赫·普拉多·查韋斯

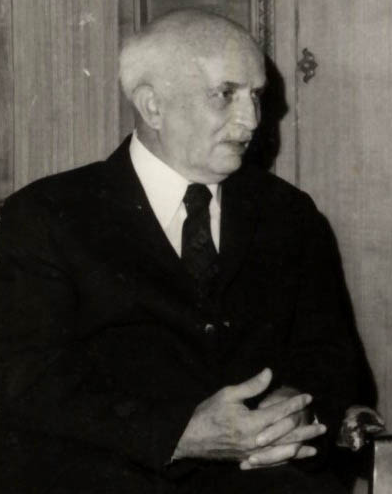
Jorge del Prado

豪爾赫·戴普拉多·查韋斯（西班牙文：Jorge del Prado Chávez，1910年8月15日－1999年8月13日）是一位秘魯政治人物，於1966年至1991年年間擔任秘魯共產黨總書記。

## 生平
普拉多查韋斯是埃萊奧多洛·普拉多（西班牙語：Eleodoro del Prado）和卡門·查韋斯（西班牙語：Carmen Chávez）的兒子，他於阿雷基帕的聖何塞學校（西班牙語：Colegio San José）完成其小學學業，並在阿雷基帕的國家獨立學校（西班牙語：Colegios de la Independencia Nacional）和位於利馬的瓜達盧佩聖母瑪利亞學校（西班牙語：Colegio Nuestra Señora de Guadalupe）進行其中學學業。隨後他在國立聖馬爾科斯大學修讀新聞學，並於畢業後從事畫家、美術家和記者工作。
1928年普拉多查韋斯在阿雷基帕創立了一個名為「革命」的組織，該組織是由知識分子和工會成員所組成。他亦在1929年加入秘魯共產黨，並成為何塞·卡洛斯·马里亚特吉的追隨者和朋友，而當他成為了一個全職政治家後亦不再從事其美術家工作。隨後普拉多查韋斯在1931年成為該黨中央委員會的其中一員，並於1942年當選為中央委員會內的政治委員會和書記處之其中一員，接著更在1966年擔任秘魯共產黨總書記。
當古巴革命取得成功和中蘇分裂發生後，普拉多查韋斯依然堅決地站在蘇聯的一方，並在當時的狀況下放棄在秘魯舉行武裝起義之計劃。隨後他在幾屆秘魯選舉中均有參選並成為候選人，如曾於1962年以「國家解放陣線」（西班牙語：Frente de Liberación Nacional）候選人身份參與國會選舉。接著普拉多查韋斯在1978年當選為秘魯憲制議會的成員，並於1980、1985和1990年的秘魯國會選舉中當選成為秘魯國會議員。當時他在1980年的選舉中是以「左翼聯盟」的身份進行競選，而於1985年的選舉中則改以「左翼統一黨」的身份參選並獲得183022票，最後他在1990年的選舉中則再次改為以「左翼聯盟」的身份參選。
普拉多查韋斯曾經著作過幾本有關秘魯共產主義者和工人運動的書籍，而他也是3本關於馬里亞特古伊的書籍之作者。此外，他亦曾經獲得多個國際勳章和獎章，包括保加利亞人民共和國的格奧爾基·季米特洛夫勳章（保加利亞語：Орден Георги Димитров）、德意志民主共和國的卡爾·馬克思勳章、蘇聯的友好人物勳章（俄語：Орден Дружбы народов）和捷克斯洛伐克的戰勝法西斯主義40週年勳章。